# 深海长眠
《深海长眠》（西班牙語：Mar adentro）是西班牙导演亚历杭德罗·亚梅涅巴于2004年拍摄的影片。影片取材于西班牙人拉蒙·桑佩德罗的真实故事，西班牙影星贾维尔·巴登领衔主演．该片荣获2005年诸多奖项，包括奥斯卡金像奖最佳外语片奖及最佳化妆奖。

## 剧情
西班牙机械师拉蒙在一次跳水意外后全身瘫痪。在之后的28年里, 拉蒙为能够合法地给自己实施安乐死而斗争。影片设计了两位立场迥异的女性，朱莉亚－一位受到脑病折磨并且支持拉蒙决定的律师；萝萨－一位始终劝阻拉蒙并告诉他生命自有其意义的本地女性。在于拉蒙相处的日子里，两位女性逐渐改变了看法并发现了在生命中从未触及的想法。虽然拉蒙一心求死，但他带给身边的人他对于生命、尊严和爱的价值。尽管到最后法律也没有允许拉蒙结束自己的生命，但拉蒙还是自己服下了氰化物，带着尊严离开了世界。

## 演员

### 主演
- 拉蒙．桑佩德罗(Ramón Sampedro)－贾维尔·巴登(Javier Bardem)
- 朱莉亚 (Julia)－贝莉恩.卢埃达（Belén Rueda）
- 罗萨（Rosa）－萝拉．杜埃纳斯（Lola Dueñas）

### 拉蒙的家人
- 何塞·桑佩德罗(José Sampedro)拉蒙的哥哥－Celso Bugallo
- 曼努埃拉（Manuela）何塞的妻子－Mabel Rivera
- 哈维尔·桑佩德罗（Javier Sampedro）拉蒙的侄子－Tamar Novas
- 华金·桑佩德罗（Joaquin Sampedro）拉蒙的父亲－Joan Dalmau

## 所获奖项
- 第78屆奥斯卡金像奖(美国电影学院奖)
  - 最佳外语片奖
  - 最佳化妆奖
- 广播影评人协会:
  - 最佳男演员提名(贾维尔.巴登)
  - 最佳外语片奖
- 法国凯撒电影奖:
  - 最佳外语片奖提名
- 欧洲电影奖:
  - 最佳男演员 (贾维尔.巴登)
  - 最佳摄影提名 (哈维尔.阿圭罗萨洛布)
  - 最佳导演 (亚历杭德罗.亚梅涅巴)
  - 最佳影片提名
  - 最佳原创剧本提名 (亚历杭德罗.亚梅涅巴)
- 第62屆美国电影金球奖:
  - 最佳男演员提名(贾维尔.巴登)
  - 最佳外语片奖
- 西班牙电影哥雅奖:
  - 最佳男演员 (贾维尔.巴登)
  - 最佳女演员 (萝拉．杜埃纳斯)
  - 最佳摄影 (哈维尔.阿圭罗萨洛布)
  - 最佳导演 (亚历杭德罗.亚梅涅巴)
  - 最佳电影
  - 最佳化妆
  - 最佳男新人 (Tamar Novas)
  - 最佳女新人 (贝莉恩·卢埃达)
  - 最佳配乐 (亚历杭德罗·亚梅涅巴)
  - 最佳原创编剧 (亚历杭德罗·亚梅涅巴)
  - 最佳音效
  - 最佳男配角(Celso Bugallo)
  - 最佳女配角(Mabel Rivera)
- 美国电影独立精神奖:
  - 最佳外语片
- 美国电影国家评论协会:
  - 最佳外语片提名
- 第61屆威尼斯电影节:
  - 評審團大獎
  - 最佳男演員
  - 金狮奖提名